# Junkers Jumo 012
El Junkers Jumo 012 fou un turboreactor alemany amb un compressor axial d'onze etapes i turbina de dues etapes, desenvolupat durant la Segona Guerra Mundial. Era el motor dissenyat especialment per al Junkers Ju 287, per fornir un empenyiment de 2.700-2.900 kgf amb un pes de 1.800 kg. Algunes de les parts estaven llistes al final de la guerra, però el prototip mai va ser completat.

## Postguerra
Quan els soviètics van ocupar Dessau, els alemanys van decidir continuar el desenvolupament del Jumo 012. Un total de 15 motors van ser encarregats a finals de 1946 i el motor va ser programat llavors per al bombarder estratègic Junkers EF 132.
El prototip del Jumo 012 va estar llest per a proves estàtiques a finals de juny, però va ser destruït durant aquestes proves l'agost de 1946. Es va construir un segon prototip el 1946 i es van introduir molts canvis. El nou motor va ser anomenat Jumo 012B. L'estiu de 1948, els primers 5 Jumo 012Bs van ser construïts, però altres motors jet eren més compactes i donaven major potència, de manera que el desenvolupament del Jumo 012 va ser aturat finalment el 1948. Ja el març de 1947, la conversió a un motor de turbohèlice era requerida per les autoritats soviètiques, i el Jumo 012 va ser continuat com a PTL 022. Aquest nou motor emprava la tecnologia del Junkers Jumo 022 que el combinava amb els resultats pràctics del Jumo 012. Una sèrie de components del Jumo 012 van ser usats en el PTL-022.

## Especificacions tècniques
- Nom: Motor Jumo 012
- Fabricant: Junkers Motoren, Dessau (zona d'ocupació soviètica a Alemanya)
- Compressor: 11 etapes
- Cambres de combustió: 6
- Turbines: 2
- Longitud: 4.945 m
- Diàmetre: 1.080 m
- Pes: 1600 kg
- Potència: 29,4 kN (3.000 kg) a 6.000 rpm